# ATP Rankings
De ATP Rankings, in het Nederlands ook vaak de ATP-wereldranglijst genoemd, zijn een rangschikking die de prestaties van mannelijke tennissers weergeeft. De Association of Tennis Professionals (ATP) begon met de lijst in 1973 en publiceert elke maandag een nieuwe versie. De speler die bovenaan in de ranglijst staat is de ‘nummer 1 van de wereld’.
Spelers kunnen punten verdienen voor de lijst met hun prestaties in toernooien, waarbij voor elk toernooi vooraf is vastgesteld hoeveel punten er te verdelen zijn. De scores op maximaal achttien toernooien in de 52 weken voor publicatie tellen mee.
De reden voor de ATP om de ranglijst in te voeren, was dat deze de plaatsing voor toernooien objectiever zou maken, die tot dan toe vaak afhankelijk was van de persoonlijke voorkeuren van organisatoren of de populariteit van spelers bij het publiek. Van 2000 tot 2008 werden voor de ranglijst ook de namen ATP Entry System en ATP Entry Ranking gebruikt. Naast de bekende ATP Rankings voor enkelspelers zijn er ook rankings voor dubbelspelers en enkele afgeleide lijsten (de ATP Races). Al deze lijsten hebben betrekking op mannen. Vrouwelijke proftennissers hebben hun eigen bond, de Women's Tennis Association (WTA) en hun prestaties worden dan ook bijgehouden in de WTA-ranglijsten.

## Regels
Voor de puntentoekenning zijn de tennistoernooien in verschillende categorieën ingedeeld. Binnen een categorie leveren alle toernooien evenveel punten op (zie de tabellen verderop in dit artikel), afhankelijk van het aantal wedstrijden dat een speler wint. Aangezien vrijwel alle tennistoernooien met het knockout-systeem werken, komt dat op hetzelfde neer als de ronde die een speler bereikt (bijvoorbeeld de halve finale).
De ATP Rankings houden geen rekening met de speelsterkte van de tegenstanders, in tegenstelling tot ranglijsten in sommige andere sporten, zoals de Elo-rating. Aanvankelijk kregen spelers bonuspunten als ze een hooggeplaatste tegenstander versloegen, maar dit is later afgeschaft. Wel zal de tegenstand op een toernooi in een hogere categorie gemiddeld zwaarder zijn.
Omdat de ATP Rankings steeds gebaseerd worden op de resultaten in het exacte jaar voor publicatie, vervallen wekelijks de resultaten van precies een jaar eerder. Hierbij wordt geen rekening gehouden met verschuivingen in de wedstrijdkalender. Als een speler goed gescoord heeft in een toernooi, heeft deze een jaar later veel punten te 'verdedigen'. Dit kan soms tot (voor de oningewijde) verrassende verschuivingen leiden, zoals toen Pete Sampras in 1999 de Wimbledonfinale won van Andre Agassi. Op de nieuwe ATP-lijst die de volgende dag werd gepubliceerd, passeerde Agassi juist Sampras en werd hij de nieuwe nummer één. Dit kwam doordat de winst op Wimbledon voor Sampras 'slechts' een herhaling was van het vorige jaar, toen hij er ook al kampioen werd, terwijl de finaleplaats voor Agassi een aanzienlijke verbetering was (in 1998 was hij niet verder gekomen dan de tweede ronde), gevoegd bij uitstekende prestaties in de voorafgaande maanden op andere toernooien, waaronder Roland Garros.
De spelers die in het voorbije jaar in de top 30 geëindigd zijn, verplicht alle vier de grandslamtoernooien en acht ATP World Tour Masters 1000 te spelen. Als toevoeging worden de beste vier ATP World Tour 500-toernooien en de beste 2 overige resultaten daarbij opgeteld. Als een speler op een positie staat waar hij direct toegelaten zou worden tot een verplicht toernooi, maar niet speelt, dan worden 0 punten aan hem toegekend.
Wanneer een speler buiten de top 30 staat, maar zich wel gekwalificeerd heeft voor een verplicht toernooi, geldt hetzelfde als voor spelers binnen de top 30. Als een speler echter niet direct gekwalificeerd is, en een verplicht toernooi niet gespeeld heeft, kan deze vervangen worden door een toernooi van de ATP World Tour 250 of een Challenger. Een speler die langdurig (langer dan 30 dagen) geblesseerd is zal niet gestraft worden voor het niet spelen van verplichte toernooien.
De spelers die aan het eind van het seizoen in de top acht eindigen, kwalificeren zich voor de ATP World Tour Finals. De punten die behaald worden in dit toernooi worden als 19e extra toernooi in de rankings.
In 1973 is de eerste ranglijst opgesteld, maar sindsdien is er het een en het ander in de puntentelling veranderd. Tot het eind van 2008 bestonden er twee ranglijsten, namelijk de ATP Race en het ATP Entry Ranking. Bij de eerste begon men met tellen vanaf de eerste dag van jaar, terwijl bij de laatste gewoon werd doorgeteld. In 2009 is alleen de laatste manier van tellen doorgegaan, met een andere naam, de ATP Rankings.

## Puntenverdeling en prijzenpot
De volgende tabel geeft voor de verschillende toernooitypen het prijzengeld en het aantal rankingpunten dat kan worden verdiend, afhankelijk van de prestatie. Ook voor het spelen van de Davis Cup en de Olympische Spelen kunnen punten worden verdiend.
| Toernooi                    | Prijzenpot | W                                                                                  | F                                                                                  | 1/2F                                                                               | 1/4F                                                                               | 1/8F                                                                               | 1/16F                                                                              | 1/32F                                                                              | 1/64F                                                                              | Kwal. pnt.                                                                         |
| --------------------------- | ---------- | ---------------------------------------------------------------------------------- | ---------------------------------------------------------------------------------- | ---------------------------------------------------------------------------------- | ---------------------------------------------------------------------------------- | ---------------------------------------------------------------------------------- | ---------------------------------------------------------------------------------- | ---------------------------------------------------------------------------------- | ---------------------------------------------------------------------------------- | ---------------------------------------------------------------------------------- |
| Grand Slam                  |            | 2000                                                                               | 1200                                                                               | 720                                                                                | 360                                                                                | 180                                                                                | 90                                                                                 | 45                                                                                 | 10                                                                                 | 25                                                                                 |
| ATP World Tour Finals       |            | 200 voor groepsfase, 400 voor halve finale, 500 voor finale (totaal maximaal 1500) | 200 voor groepsfase, 400 voor halve finale, 500 voor finale (totaal maximaal 1500) | 200 voor groepsfase, 400 voor halve finale, 500 voor finale (totaal maximaal 1500) | 200 voor groepsfase, 400 voor halve finale, 500 voor finale (totaal maximaal 1500) | 200 voor groepsfase, 400 voor halve finale, 500 voor finale (totaal maximaal 1500) | 200 voor groepsfase, 400 voor halve finale, 500 voor finale (totaal maximaal 1500) | 200 voor groepsfase, 400 voor halve finale, 500 voor finale (totaal maximaal 1500) | 200 voor groepsfase, 400 voor halve finale, 500 voor finale (totaal maximaal 1500) | 200 voor groepsfase, 400 voor halve finale, 500 voor finale (totaal maximaal 1500) |
| ATP World Tour Masters 1000 |            | 1000                                                                               | 600                                                                                | 360                                                                                | 180                                                                                | 90                                                                                 | 45                                                                                 | 10(25)                                                                             | (10)                                                                               | 251                                                                                |
| ATP World Tour 500          |            | 500                                                                                | 300                                                                                | 180                                                                                | 90                                                                                 | 45                                                                                 | (20)                                                                               |                                                                                    |                                                                                    | 202                                                                                |
| ATP World Tour 250          |            | 250                                                                                | 150                                                                                | 90                                                                                 | 45                                                                                 | 20                                                                                 | (5)                                                                                |                                                                                    |                                                                                    | 122                                                                                |
| Challenger                  | $ 150.000  | 125                                                                                | 75                                                                                 | 45                                                                                 | 25                                                                                 | 10                                                                                 |                                                                                    |                                                                                    |                                                                                    | 5                                                                                  |
| Challenger                  | $ 150.000  | 110                                                                                | 65                                                                                 | 40                                                                                 | 20                                                                                 | 9                                                                                  |                                                                                    |                                                                                    |                                                                                    | 5                                                                                  |
| Challenger                  | $ 125.000  | 100                                                                                | 60                                                                                 | 35                                                                                 | 18                                                                                 | 8                                                                                  |                                                                                    |                                                                                    |                                                                                    | 5                                                                                  |
| Challenger                  | $ 100.000  | 90                                                                                 | 55                                                                                 | 33                                                                                 | 17                                                                                 | 8                                                                                  |                                                                                    |                                                                                    |                                                                                    | 5                                                                                  |
| Challenger                  | $ 75.000   | 80                                                                                 | 48                                                                                 | 29                                                                                 | 15                                                                                 | 8                                                                                  |                                                                                    |                                                                                    |                                                                                    | 5                                                                                  |
| Challenger                  | $ 50.000   | 75                                                                                 | 45                                                                                 | 27                                                                                 | 13                                                                                 | 6                                                                                  |                                                                                    |                                                                                    |                                                                                    | 3                                                                                  |
| Challenger                  | $ 35.000   | 75                                                                                 | 45                                                                                 | 27                                                                                 | 13                                                                                 | 5                                                                                  |                                                                                    |                                                                                    |                                                                                    | 3                                                                                  |
| Futures                     | $ 15.000   | 33                                                                                 | 19                                                                                 | 9                                                                                  | 4                                                                                  | 1                                                                                  |                                                                                    |                                                                                    |                                                                                    |                                                                                    |
| Futures                     | $ 15.000   | 25                                                                                 | 14                                                                                 | 7                                                                                  | 3                                                                                  | 1                                                                                  |                                                                                    |                                                                                    |                                                                                    |                                                                                    |
| Futures                     | $ 10.000   | 17                                                                                 | 9                                                                                  | 5                                                                                  | 2                                                                                  | 1                                                                                  |                                                                                    |                                                                                    |                                                                                    |                                                                                    |

1 enkel indien meer dan 56 spelers in hoofdtabel

2 enkel indien meer dan 32 spelers in hoofdtabel

## Een recente ranglijst
| Association of Tennis Professionals (ATP) Top 20 herenenkelspel per 31 december 2024 | Association of Tennis Professionals (ATP) Top 20 herenenkelspel per 31 december 2024 | Association of Tennis Professionals (ATP) Top 20 herenenkelspel per 31 december 2024 | Association of Tennis Professionals (ATP) Top 20 herenenkelspel per 31 december 2024 |
| №                                                                                    | Speler                                                                               | Punten                                                                               | Verandering                                                                          |
| ------------------------------------------------------------------------------------ | ------------------------------------------------------------------------------------ | ------------------------------------------------------------------------------------ | ------------------------------------------------------------------------------------ |
| 1                                                                                    | Jannik Sinner                                                                        | 11.830                                                                               | Stabiel                                                                              |
| 2                                                                                    | Alexander Zverev                                                                     | 7.915                                                                                | Stabiel                                                                              |
| 3                                                                                    | Carlos Alcaraz                                                                       | 7.010                                                                                | Stabiel                                                                              |
| 4                                                                                    | Taylor Fritz                                                                         | 5.100                                                                                | Stabiel                                                                              |
| 5                                                                                    | Daniil Medvedev                                                                      | 5.030                                                                                | Stabiel                                                                              |
| 6                                                                                    | Casper Ruud                                                                          | 4.255                                                                                | Stabiel                                                                              |
| 7                                                                                    | Novak Đoković                                                                        | 3.910                                                                                | Stabiel                                                                              |
| 8                                                                                    | Andrej Roebljov                                                                      | 3.760                                                                                | Stabiel                                                                              |
| 9                                                                                    | Alex de Minaur                                                                       | 3.745                                                                                | Stabiel                                                                              |
| 10                                                                                   | Grigor Dimitrov                                                                      | 3.350                                                                                | Stabiel                                                                              |
| 11                                                                                   | Stéfanos Tsitsipás                                                                   | 3.165                                                                                | Stabiel                                                                              |
| 12                                                                                   | Tommy Paul                                                                           | 3.145                                                                                | Stabiel                                                                              |
| 13                                                                                   | Holger Rune                                                                          | 3.025                                                                                | Stabiel                                                                              |
| 14                                                                                   | Ugo Humbert                                                                          | 2.765                                                                                | Stabiel                                                                              |
| 15                                                                                   | Jack Draper                                                                          | 2.685                                                                                | Stabiel                                                                              |
| 16                                                                                   | Hubert Hurkacz                                                                       | 2.640                                                                                | Stabiel                                                                              |
| 17                                                                                   | Lorenzo Musetti                                                                      | 2.600                                                                                | Stabiel                                                                              |
| 18                                                                                   | Frances Tiafoe                                                                       | 2.585                                                                                | Stabiel                                                                              |
| 19                                                                                   | Karen Chatsjanov                                                                     | 2.410                                                                                | Stabiel                                                                              |
| 20                                                                                   | Arthur Fils                                                                          | 2.355                                                                                | Stabiel                                                                              |

## Prijzengeld
Ook het prijzengeld dat proftennissers verdienen, wordt bijgehouden. Na het spelen van een toernooi ontvangt een tennisser een prijs in de vorm van een som geld. De grootte ervan hangt af van het soort toernooi dat gespeeld is en de ronde die de speler bereikt heeft. Wanneer een speler ver in een toernooi komt, zal ook het gewonnen geldbedrag groter zijn. Hieronder volgt een overzicht van de twintig spelers die het meest verdiend hebben in hun carrière.
| #  | Speler                | Prijzengeld   |
| -- | --------------------- | ------------- |
| 1  | Novak Djokovic        | $ 143.630.000 |
| 2  | Roger Federer         | $ 129.950.000 |
| 3  | Rafael Nadal          | $ 120.960.000 |
| 4  | Andy Murray           | $ 61.540.000  |
| 5  | Pete Sampras          | $ 43.280.000  |
| 6  | Stan Wawrinka         | $ 34.280.000  |
| 7  | David Ferrer          | $ 31.480.000  |
| 8  | Andre Agassi          | $ 31.150.000  |
| 9  | Tomas Berdych         | $ 29.490.000  |
| 10 | Marin Cilic           | $ 27.860.000  |
| 11 | Juan Martin del Potro | $ 25.890.000  |
| 12 | Boris Becker          | $ 25.080.000  |
| 13 | Yevgeny Kafelnikov    | $ 23.880.000  |
| 14 | Dominic Thiem         | $ 23.870.000  |
| 15 | Kei Nishikori         | $ 23.850.000  |
| 16 | Jo-Wilfried Tsonga    | $ 22.160.000  |
| 17 | Ivan Lendl            | $ 21.160.000  |
| 18 | Alexander Zverev      | $ 21.010.000  |
| 19 | Lleyton Hewitt        | $ 20.890.000  |
| 20 | Andy Roddick          | $ 20.640.000  |

Spelers die nog actief zijn zijn vet weergegeven.